# Мезолімбічний шлях
Мезолімбічний шлях (лат. tractus mesolimbicus, англ. mesolimbic pathway), іноді також «шлях винагороди» (англ. reward pathway) — це допамінергійний шлях у мозку, що сполучає вентральну область покришки в середньому мозку та вентральне смугасте тіло базальних ганглій у передньому мозку. Вентральне смугасте тіло включає прилегле ядро та нюховий горбок.
Виділення допаміну з мезолімбічного шляху в прилегле ядро регулює мотиваційну значимість (наприклад, бажання стимулювати винагороду) та сприяє підкріпленню та пов'язаному з винагородою навчанню рухових функцій. Також може грати роль у суб'єктивному сприйнятті насолоди. Порушення регуляції мезолімбічного шляху та його вихідних нейронів у прилеглому ядрі відіграє значну роль у розвитку та підтримці залежності.